# 天主教科羅總教區
天主教科羅總教區（拉丁語：Archidioecesis Corensis）是委內瑞拉一個羅馬天主教教省總教區，下轄蓬托菲霍教區。是該國九個總教區之一。
1922年10月12日設教區，屬加拉加斯總教區。1998年1月23日升為總教區。
總教區位於法爾孔州，2006年有教友458,000人（佔轄區總人口86.6%）、三十九個堂區、六十六名司鐸。現任總主教為羅伯特·呂克特·萊昂。